# Danh sách vùng của Nhật Bản
Các vùng địa phương của Nhật Bản (地方 (địa phương) Chihō) không phải là đơn vị hành chính chính thức, nhưng đã được sử dụng một cách truyền thống trong một số ngữ cảnh. Ví dụ, bản đồ và sách giáo khoa địa lý chia Nhật Bản thành 8 vùng, dự báo thời tiết thường là các vùng thời tiết, hay nhiều doanh nghiệp và các tổ chức sử dụng vùng để đặt tên cho đơn vị doanh nghiệp của họ (Công ty TNHH Đường sắt Kinki Nippon, Ngân hàng Chugoku, Đại học Tohoku vv...). Trong khi Nhật Bản có tám Tòa án tối cao khu vực pháp lý nhưng lại không tương ứng với tám khu vực dưới đây.

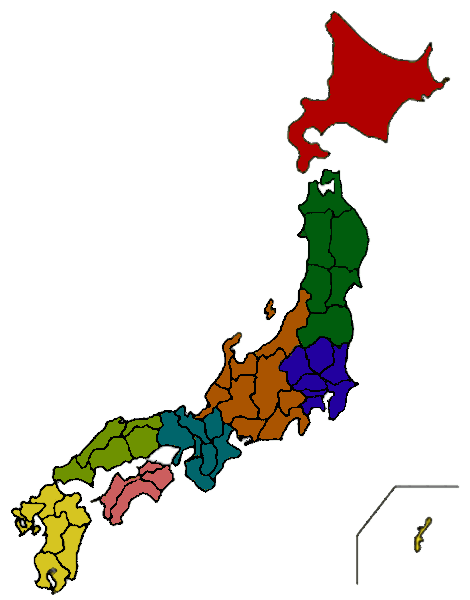
Bản đồ các vùng Nhật Bản. Từ Bắc vào Nam: Hokkaidō (đỏ), Tōhoku (xanh đậm), Kantō (xanh lam), Chūbu (nâu), Kansai (mòng két), Chūgoku (xanh nhạt), Shikoku (hồng) và Kyūshū (vàng).

Từ Bắc vào Nam, các vùng của Nhật Bản bao gồm:
- Vùng Hokkaidō (bao gồm đảo Hokkaidō và các đảo lân cận, dân số: 5.507.456, thành phố lớn nhất: Sapporo)
- Vùng Tōhoku (phía bắc đảo Honshu, dân số: 9.335.088, thành phố lớn nhất: Sendai)
- Vùng Kantō (phía đông đảo Honshu, dân số: 42.607.376, thành phố lớn nhất: Tokyo)
  - Quần đảo Nanpō: do Tokyo quản lý.
- Vùng Chūbu (trung tâm đảo Honshu, dân số: 21.714.995, thành phố lớn nhất: Nagoya), đôi khi được chia thành các vùng nhỏ hơn:
  - Hokuriku (tây bắc Chubu, thành phố lớn nhất: Kanazawa)
  - Kōshin'etsu (đông bắc Chubu, thành phố lớn nhất: Niigata)
  - Tōkai (phía Nam Chubu, thành phố lớn nhất: Nagoya)
- Vùng Kansai hay Kinki (phía tây-trung đảo Honshu, dân số: 22.755.030, thành phố lớn nhất: Osaka)
- Vùng Chūgoku (phía tây đảo Honshu, dân số: 7.561.899, thành phố lớn nhất: Hiroshima)
- Vùng Shikoku (đảo Shikoku, dân số: 3.977.205, thành phố lớn nhất: Matsuyama)
- Vùng Kyushu (đảo Kyūshū và quần đảo Okinawa, dân số: 14.596.977, thành phố lớn nhất: Fukuoka) trong đó bao gồm:
  - Bắc Kyushu: Fukuoka, Saga, Nagasaki và Ōita
  - Nam Kyushu: Kumamoto, Miyazaki và Kagoshima
  - Okinawa

Mỗi vùng gồm nhiều tỉnh, ngoại trừ đảo Hokkaidō kiêm luôn vai trò của tỉnh lẫn vùng.